# Serrat de Viranes
El Serrat de Viranes és una serra situada entre els municipis d'Avinyó, de Gaià i de Sallent, a la comarca del Bages, amb una elevació màxima de 636 metres.